# Đại học Trento

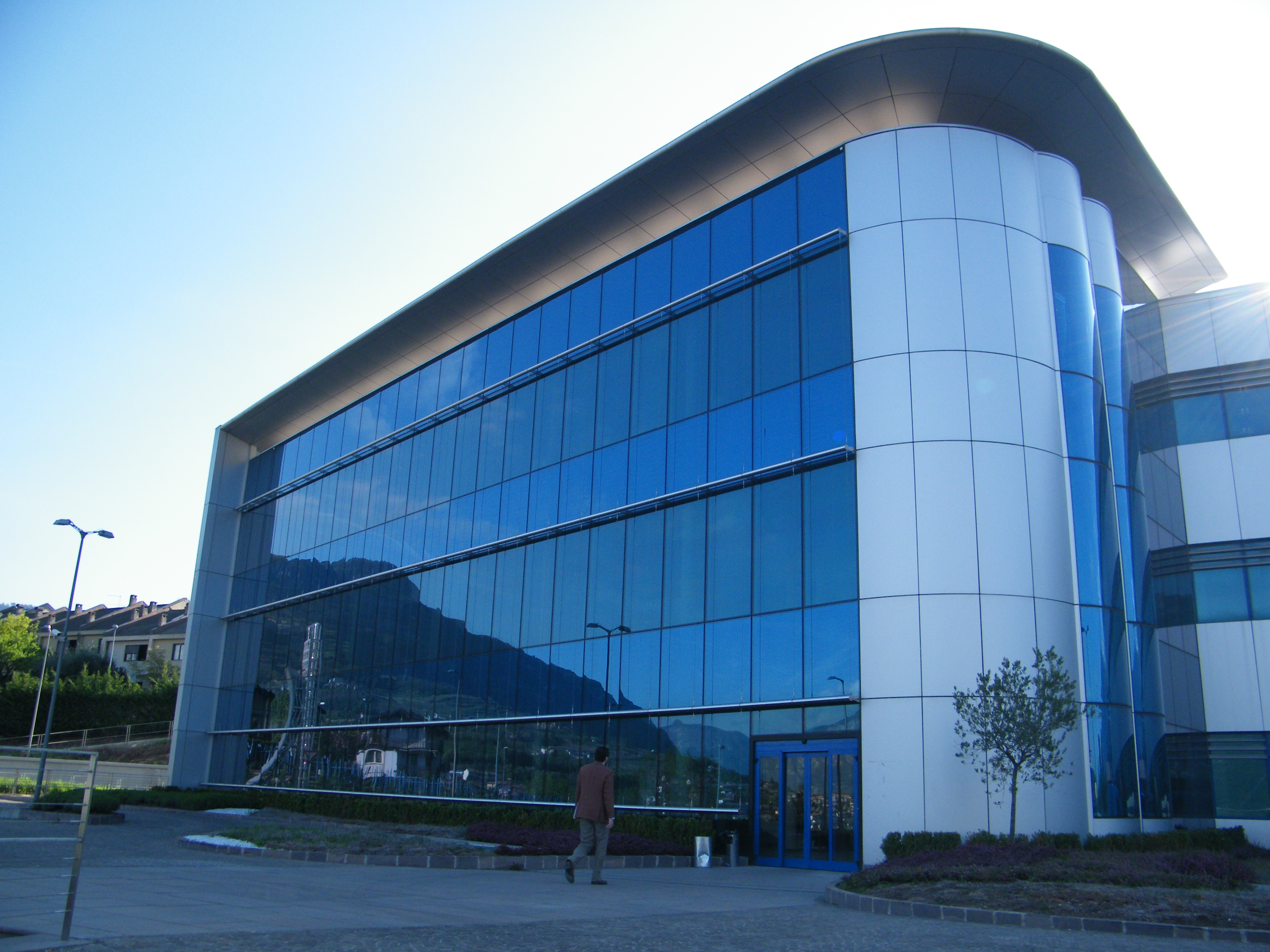
Đại học Trento

Đại học Trento là một trường đại học của Ý đặt tại thành phố Trento và Rovereto. Xét trên các tiêu chí về phương pháp sư phạm, chất lượng nghiên cứu, giảng dạy và quan hệ quốc tế, Trento luôn đứng trong top 5 những trường hàng đầu của Ý, theo bảng xếp hạng của Bộ giáo dục Italia.
Hoạt động giảng dạy và nghiên cứu tại đây tập trung tại ba khu vực chính của vùng Trentino, bao gồm: thủ phủ Trento (khoa Kinh tế học, Xã hội học, Luật, Nghệ thuật và Nhân văn), khu vực đồi (Khoa Toán, Vật lý, Khoa học cuộc sống và khoa kỹ thuật), khu vực Revereto (Khoa Khoa học nhận thức).
 1. Lịch sử
Trường Đại học Trento được thành lập năm 1962 như một trung tâm giáo dục bậc cao cho Khoa học Xã hội và là trường đầu tiên của Ý giảng dạy ngành Xã hội học.
Đối với vùng Trentino, trường được nhìn nhận như là một động lực phát triển cho nền văn hóa mở đồng thời tạo ra một tầng lớp lãnh đạo mới.
Nhằm mở rộng phạm vi hoạt động, năm 1972, khoa Khoa học được thành lập và năm 1973 là khoa Kinh tế học. Các lĩnh vực ngày càng được mở rộng với khoa
Nhân văn và Nghệ thuật năm 1985, khoa Kỹ thuật năm 1986 và năm 2004 là khoa Khoa học nhận thức - Trento là trường Đại học đầu tiên tại Ý đưa ngành này vào chương trình giảng dạy.

2. Xếp hạng

Năm 2012, Đại học Trento kỷ niệm 50 năm thành lập: truyền thống nghiên cứu và giáo dục của trường đã xác lập vị trí đầu bảng trong hệ thống các trường Đại học và trung tâm nghiên cứu tại Ý. Trento xếp thứ 1 toàn quốc về chất lượng nghiên cứu và giảng dạy, theo bảng xếp hạng hàng năm của Bộ Giáo dục Ý và bảng xếp hạng các trường Đại học của tạp chí La Repubblica (chuyên về giáo dục).
Cụ thể các nhóm ngành/ngành chủ yếu như sau (theo Bộ Giáo dục Ý):
- Xã hội học: 1
- Toán học, Vật lý, Khoa học tự nhiên: 1
- Kinh tế học: 2
- Nghệ thuật và Triết học: 6
- Luật: 1
- Khoa học kỹ thuật: 2
- Khoa học nhận thức: 2
Trong ngành Kinh tế học, theo bảng xếp hạng IDEAS (điều hành bởi Ngân hàng Dự trữ Liên bang St. Louis - Mỹ) - bảng xếp hạng uy tín chuyên ngành Kinh tế học, nhánh Kinh tế học Hành vi và Nhận thức của Đại học Trento xếp thứ 55 trong top 2% các trường Đại học trên toàn thế giới (xếp trên Khoa Kinh tế học của ĐH Havard, Cornell, Stanford,...).
Theo tạp chí giáo dục Times Higher Education, Trento xếp hạng 252 chung - trong top 300 thế giới.
3. Quốc tế hóa
Quốc tế hóa môi trường giảng dạy và nghiên cứu là mục tiêu quan trọng của trường ngay từ những năm đầu thành lập. Trường tập trung phát triển mối quan hệ chiến lược với các trường Đại học khác tại Ý, các trường danh tiếng và trung tâm nghiên cứu trên toàn thế giới.
Bên cạnh việc tham gia dự án Eramus do Cộng đồng chung châu Âu tài trợ, từ năm 1997, Đại học Trento đã triển khai nhiều chương trình cấp bằng song song.
 4. Hợp tác
Microsoft và Đại học Trento đã hợp tác mở một trung tâm nghiên cứu khoa học máy tính tại Trento.